# Phú Nhuận (Ho Chi Minhstad)

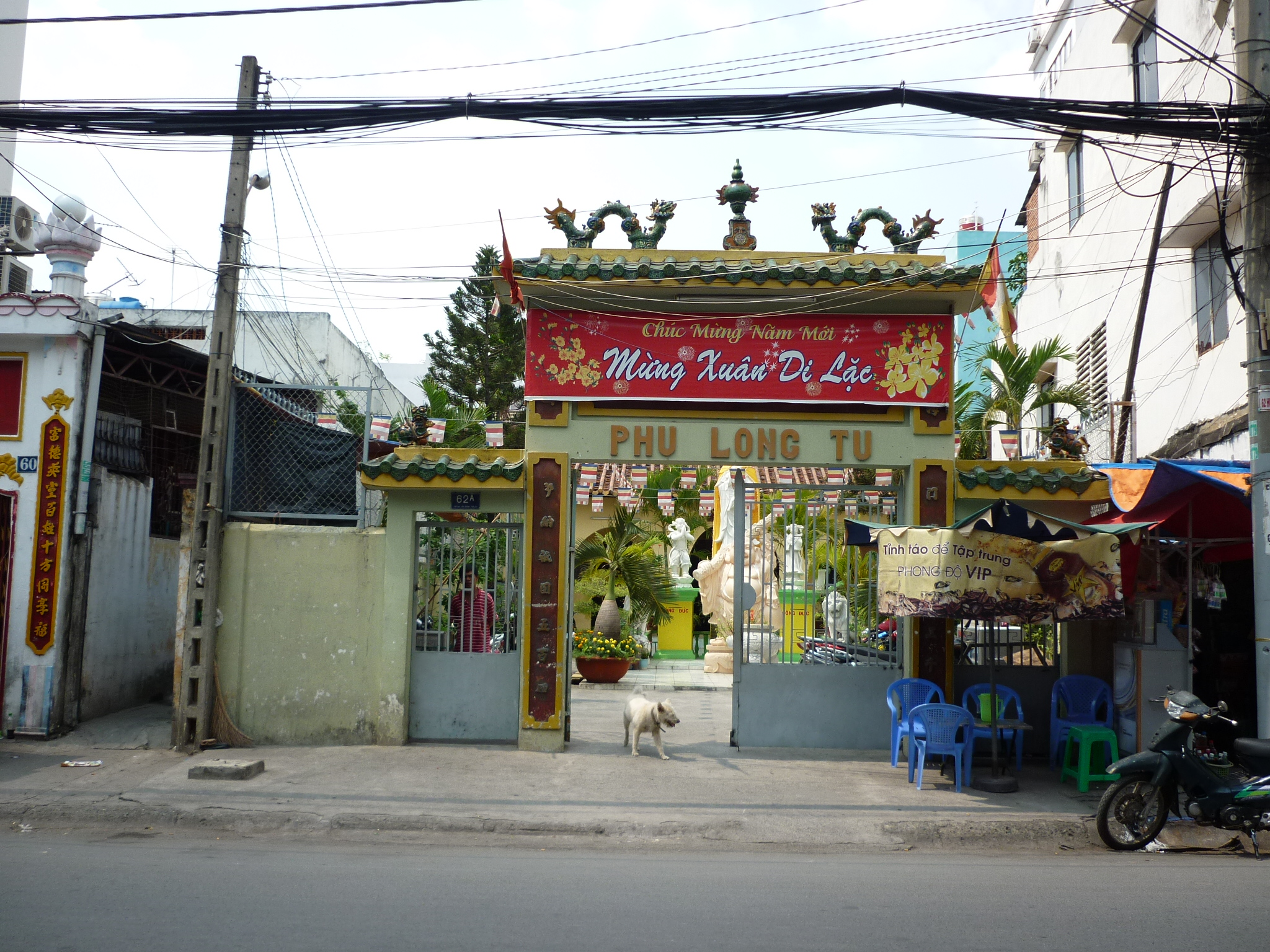
Chùa Phú Long

Phú Nhuận is een Quận in de Vietnamese stad met provincierechten Ho Chi Minhstad.
Quận: Phú Nhuận

Phường:
Phường 1 · 
Phường 2 · 
Phường 3 · 
Phường 4 · 
Phường 5 · 
Phường 7 · 
Phường 8 · 
Phường 9 · 
Phường 10 · 
Phường 11 · 
Phường 12 · 
Phường 13 · 
Phường 14 · 
Phường 15 · 
Phường 17